# Горюхіна Надія Олександрівна
Наді́я Олекса́ндрівна Горю́хіна (2 вересня 1918, Уфа, Російська республіка — 29 жовтня 1998) — українська музикознавиця. Членкиня-кореспондентка Академії мистецтв України (1997–1998), докторка мистецтвознавства (1975). Членкиня Спілки композиторів України.

## Життєпис
Закінчила Київську консерваторію за спеціальністю «Історія та теорія музики». З 1948 — викладала в цьому ж закладі, з 1976 — професор.
Наукові праці Горюхіної 1960-х років присвячені музично-теоретичній та історичній україністиці — українській хоровій музиці, окремим аспектам творчості П. Козицького, Л. Колодуба, М. Леонтовича, Б. Лятошинського, Л. Ревуцького, К. Стеценка, А. Штогаренка (в наступні роки — також Л. Грабовського, Я. Губанова, В. Сильвестрова) та ін.; пізніше — актуальним проблемам теоретичного музикознавства (питанням форми й стилю, еволюції сонатної і варіаційної форм, музичного періоду, симфонізму тощо), творчому методу та музичній естетиці; в останні роки — музичній духовності, зокрема медитації як способу художнього мислення.
Серед вихованців Н. Горюхіної — І. Котляревський, Л. Дис, Т. Золозова, О. Мурзіна О. Мурзіна, О. Жарков, В. Козлов, Т. Коробецька, В. Кузик, Н. Орлова, Т. Мартинюк,  композитори й музикознавці, кандидати мистецтвознавства Я. Губанов, Ю. Іщенко та ін.

## Основні роботи
- Канд. дис. «Основные черты украинской хоровой классики и их развитие в хоровом творчестве украинских советских композиторов» (К., 1956)
- Докт. дис. «Музыкальная форма и стиль» (К., 1974).
- К. Г. Стеценко. — К., 1950, 1955 (у співавт. з Л. Єфремовою).
- Варіаційна форма. — К., 1965.
- Симфонізм Л. М. Ревуцького. — К., 1965.
- Період, його класифікація і методика викладання. К., 1968.
- Эволюция сонатной формы. — К., 1970, 1973.
- Еволюція періоду. — К., 1975.
- Очерки по вопросам музыкального стиля и формы. — К., 1985 (укр. перекл. — 1990).
- Вчення про музичну форму (неопубл.).
- Інтонаційна основа хорів Б. М. Лятошинського // Українська радянська музика. — К., 1960. — Вип. 1.
- Гармонія в обробках народних пісень М. Д. Леонтовича // Там само. — К., 1962. — Вип. 2.
- Из истории свободных форм // Укр. музыковедение. — К., 1966.
- Образи Шевченка в «Хустині» Л. Ревуцького // Т. Г. Шевченко і музика. — К., 1968.
- Вопросы теории музыкальной формы // Проблемы музыкальной науки. — М., 1975. — Вып. 3.
- Проблеми пісенного жанру // Музика. — 1979. — № 3.
- Постановка проблеми творчого методу в теоретичному музикознавстві // Укр. муз-во. — К., 1980. — Вип. 15. [перевид. рос. мовою в зб.: Музыкальное искусство социалистического общества (материалы Респ. науч. конф. 1979 г.). — К., 1982].
- Про основні проблеми музичної естетики // Музика. — 1982. — № 3.
- Наукові основи теоретичного музикознавства // Питання методології радянського теоретичного музикознавства: З6. ст. / Упор. Н. Горюхіна. — К., 1982.
- Стиль музыки И. С. Баха // И. С. Бах и современность. — К., 1985.
- Музыкальное становление. Методика анализа // Музыкальное мышление: проблемы анализа и моделирования. — К., 1988.
- Национальный стиль: понятие и опыт анализа // Проблемы музыкальной культуры. — К., 1989. — Вып. 2.
- Обобщение как элемент художественного мышления // Музыкальное мышление: сущность, категории, аспекты исследования. — К., 1989.
- Открытые формы // Сб. науч. трудов Ленинградской ордена Ленина государственной консерватории им. Народний артист Римского-Корсакова. — Ленинград, 1990. — Ч. 1: Форма и стиль (передр. у кн.: Зі спадщини майстрів: Наук, вісник НМАУ. — К., 2003. — Вип. 30. — Кн. 1)
- Симфонізм мислення П. I. Чайковського // Чайковський і Україна: Темат. зб. наук, праць. — К., 1991
- Відчуження в музиці // Укр. муз-во. — К., 1998. — Вип. 28.
- Музична україністика в контексті світової культури / Наук.-метод. зб.
- Стиль отчуждения в век отчуждения // Книга на честь 70-річчя Н. Герасимової-Персидської: Наук, вісник НМАУ. — К., 1999. — Вип. 6.
- Композиція музичного твору // Наук, вісник НМАУ. — К., 1999. — К., 2000. — Вип. 7: Музикознавство: з XX у XXI століття
- Сонатная форма у венских классиков // Там само.
- Открытие формы // Зі спадщини майстрів: Там само. — К., 2003. — Вип. 30. — Кн. 1.

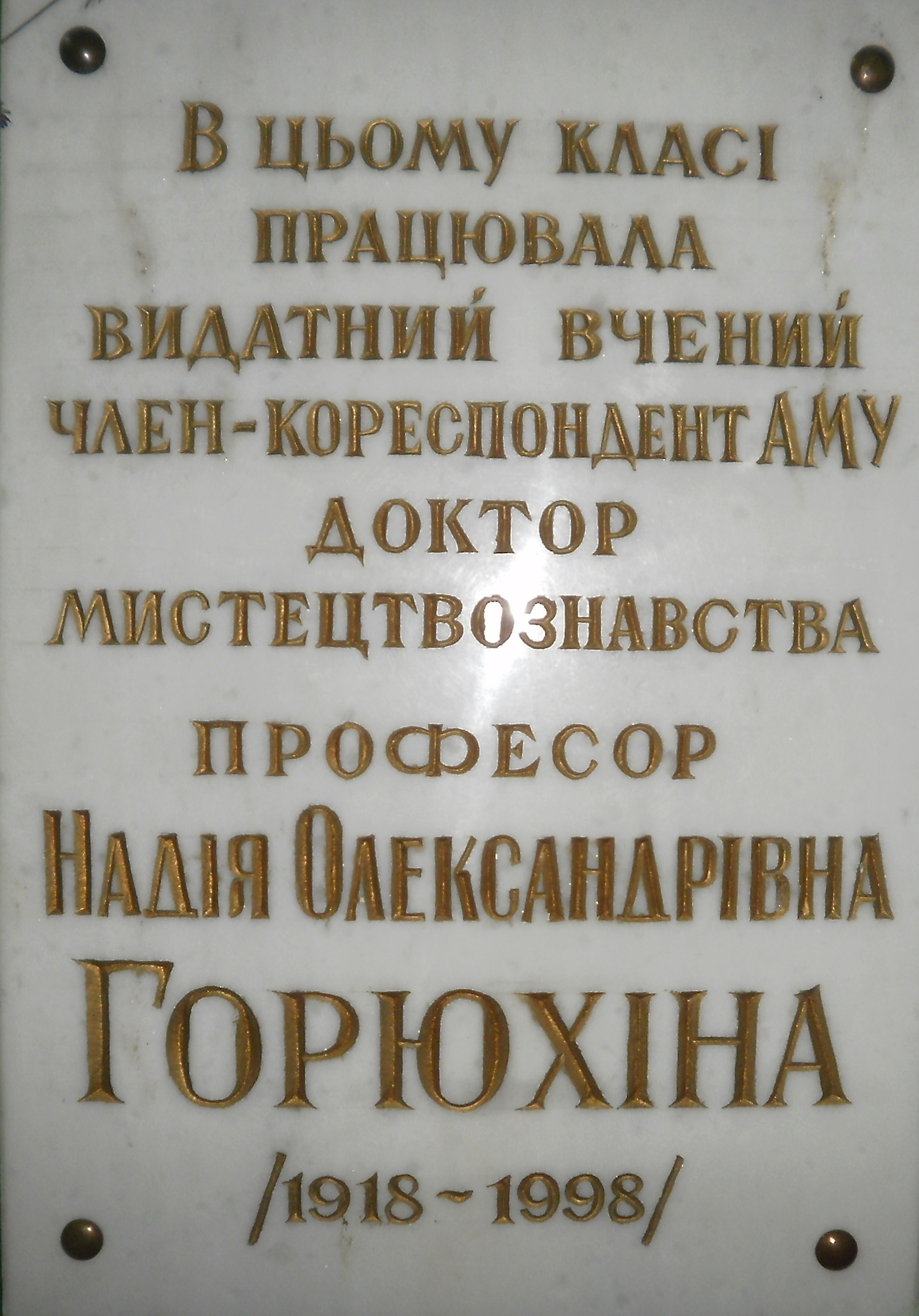
Меморіальна дошка Горюхіній Надії_Олександрівні. Встановлена в приміщенні Київської консерваторії біля аудиторії № 42.